# Buckland, Massachusetts
Buckland är en kommun (town) i Franklin County i delstaten Massachusetts, Vid folkräkningen år 2010 bodde 1 902 personer på orten. Den har enligt United States Census Bureau en area på totalt 51,48 km², varav 0,54 km² är vatten.